# 해의
해의(奚意, ? ~ 기원전 169년)은 초한전쟁기의 인물이다.

## 행적
본래 위나라의 낭(郞)이었다. 한왕 2년(기원전 205년)에 처음으로 고제와 함께 양무(陽武)에서 항우를 쳤고, 위표의 밑에서 일하였다가 위표가 고제를 배반하자 상국 팽월의 밑으로 갔다.
고제가 천하를 통일한 후에는 태원위로서 진희의 반란 진압에 종군하여 대나라를 정벌하였고, 공적을 인정받아 성양후(成陽侯)에 봉해져 식읍 600호를 받았다.
문제 11년(기원전 169년)에 죽어 시호를 정(定)이라 하였고, 아들 해신이 작위를 이었다.

## 출전
- 사마천, 《사기》 권18 고조공신후자연표
- 반고, 《한서》 권16 고혜고후문공신표

| 선대 (첫 봉건) | 전한의 성양후 기원전 195년 정월 을유일 ~ 기원전 169년 | 후대 아들 해신 |